# NGC 4348
NGC 4348 (również PGC 40284) – galaktyka spiralna (Sbc), znajdująca się w gwiazdozbiorze Panny. Odkrył ją William Herschel 29 grudnia 1786 roku.